# .nr
.nr – domena internetowa przypisana do Nauru. Istnieje od 1998 roku. Administratorem domeny jest rząd Nauru, natomiast operatorem jest dostawca internetu CenpacNet.